# 물리탐사
물리탐사(物理探査)는 대지를 구성하고 있는 각 물질이 가지고 있는 물리적인 성질의 차이를 이용하여 지질이나 암반의 종류, 성상 및 구조를 조사하는 것이다. 탄성파탐사, 전기탐사, 중력탐사, 자기탐사, 방사능탐사 등이 있다. 또한 측정장소에 따라 지표탐사, 공중탐사 등으로 나눈다.

## 물리탐사의 종류

### 탄성파탐사 (Seismic Survey)
탄성파탐사는 지층이나 수층에서 인공적으로 발생시킨  탄성파가 지하지층에서 반사되거나 굴절되어 오는 진동을 감지-기록하고, 다양한 기법으로 처리-분석하여 지하지질구조, 암석의 물리적 특성을 파악하는 물리탐사법으로  반사법탐사(seismic reflection survey)와 굴절법탐사(seismic refraction survey)로 크게 나누어 진다.  일본에서는 지진탐사라고도 부르고 있다.

## 같이 보기
- 콜라 시추공
- 석유지질학